# مسلسل ماکسیم
مسلسل ماکسیم نخستین مسلسل گلوله‌ اَندازی است که در آن از نیروی پس‌زدن برای مسلح کردن سلاح، استفاده شد. این مسلسل را مخترع آمریکایی، هیرام ماکسیم در سال ۱۸۸۴ اختراع کرد.
یکی از دلایل معروفیت این سلاح در ایران، رضا شاه است، زیرا یکی از القاب او رضا ماکسیم بوده است. گمان می‌رود این موضوع به علت استفاده مکرر او از این سلاح و خبرگی او در استفاده از این مسلسل باشد.

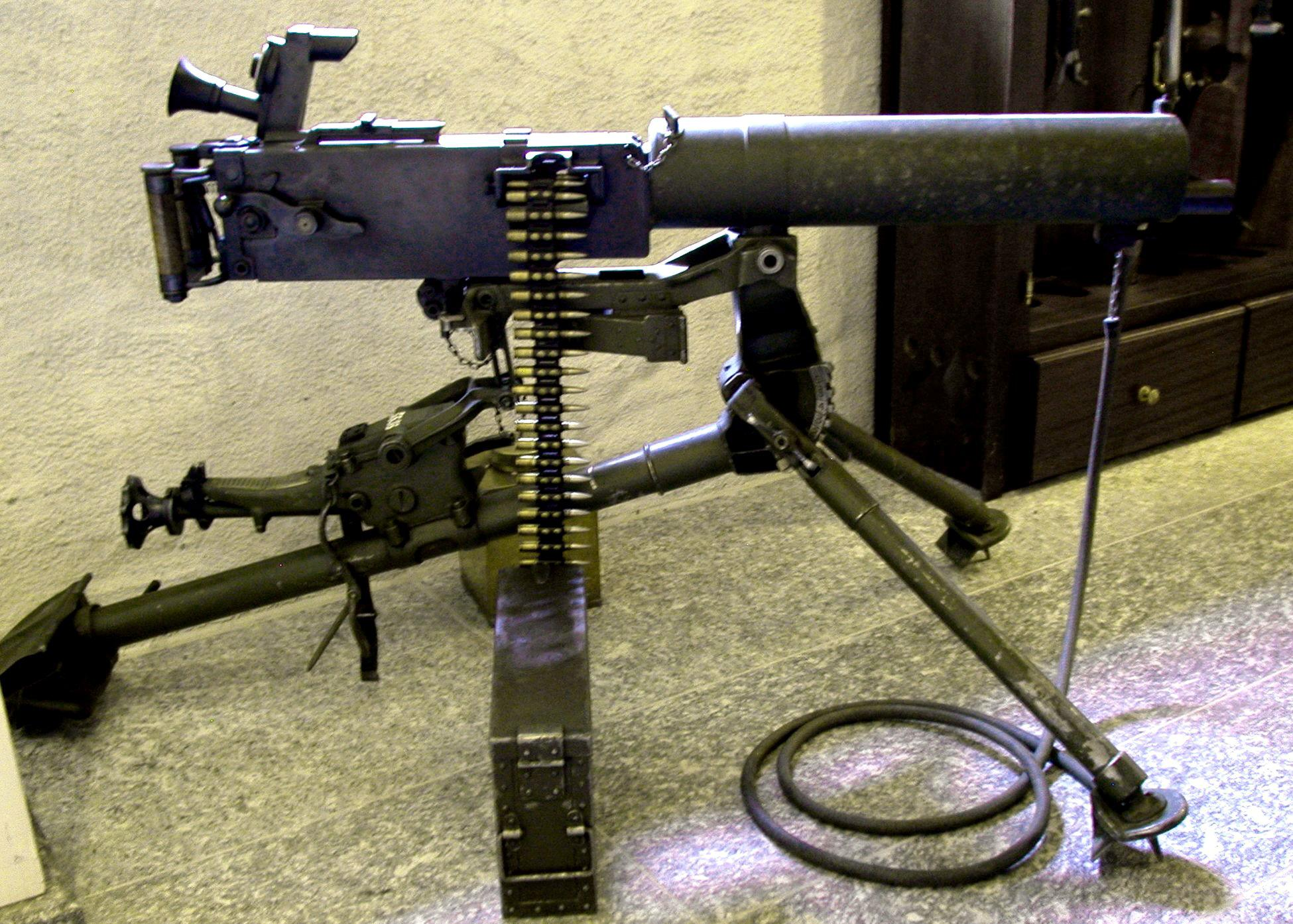
مسلسل ماکسیم ساخت سال ۱۹۱۱، سوئیس